# Кубанская ГЭС-4
Кубанская ГЭС-4 (Барсучковская ГЭС-4, ГЭС-4 Каскада Кубанских ГЭС) — гидроэлектростанция в Ставропольском крае, в Кочубеевском районе, у г. Невинномысска на 26 километре Барсучковского сбросного канала, являющегося частью Большого Ставропольского канала. Входит в состав Каскада Кубанских ГЭС (группа Барсучковских ГЭС), являясь его пятой ступенью. Собственником Кубанской ГЭС-4 является ПАО «РусГидро».

## Конструкция станции
Кубанская ГЭС-4 представляет собой средненапорную деривационную электростанцию с подводящей деривацией в виде канала. Благодаря наличию бассейна суточного регулирования, станция работает в пиковой части графика нагрузок. Важной функцией Кубанской ГРЭС-2 является обеспечение водоснабжения предприятий, расположенных в г. Невинномысске. Установленная мощность электростанции — 78 МВт, проектная среднегодовая выработка электроэнергии — 210 млн кВт·ч, фактическая среднемноголетняя выработка электроэнергии — 181,5 млн кВт·ч. Конструкция станции максимально унифицирована с конструкцией Кубанской ГЭС-3. Состав сооружений ГЭС:
- концевой участок Барсучковского сбросного канала длиной 17 502 м, пропускной способностью 110 м³/с. Канал полигонального сечения, выполнен в полувыемке-полунасыпи;
- холостой водосброс, включающий подводящий канал, сопрягающий лоток, двухпролётный оголовок, оборудованный плоскими затворами, лоток-быстроток, водобойный колодец и отводящий канал. Пропускная способность водосброса — 110 м³/с;
- шлюз-регулятор № 7, служащий для регулирования подачи воды в бассейн суточного регулирования. Имеет три донных отверстия шириной по 6 м, перекрываемых плоскими затворами;
- бассейн суточного регулирования (БСР), площадью 0,8 км², полной ёмкостью 2,5 млн м³, полезной ёмкостью 2,0 млн м³, отметка НПУ — 393,25 м, глубина сработки — 2,5 м. Бассейн образован с одной стороны выемкой склона, с другой стороны — тремя дамбами общей длиной 3200 м и максимальной высотой 12 м;
- трёхпролётный водоприёмник сифонного типа;
- засыпанный грунтом трёхниточный железобетонный напорный трубопровод, длина каждой нитки 458 м и диаметр 4 м;
- здание ГЭС;
- отводящий канал в выравнивающее водохранилище, на большей части длины общий с отводящим каналом холостого водосброса;
- выравнивающее водохранилище, служащее для сглаживания неравномерностей поступления воды от ГЭС в концевой участок Барсучковского сбросного канала и подводящий канал Невинномысской ГРЭС при изменении режимов работы гидроэлектростанции. Площадь водохранилища 1,2 км², полная ёмкость 3,92 млн м³, полезная ёмкость 2,0 млн м³, отметка НПУ — 335,8 м. Водохранилище образовано земляной плотиной длиной 1000 м и максимальной высотой 14 м. Водосбросные сооружения представлены поверхностным холостым водосбросом пропускной способностью 220 м³/с, включающим в себя трёхпролётный водослив, перекрываемый плоскими затвороми, лоток быстротока и водобойный колодец. На плотине выравнивающего водохранилища по состоянию на начало 2020 года ведётся строительство Барсучковской малой ГЭС мощностью 5,25 МВт;
- подводящий канал из выравнивающего водохранилища к камере сеток Невинномысской ГРЭС, длиной 1200 м и пропускной способностью 44 м³/с;
- концевой участок Барсучковского сбросного канала, представляющий собой русло реки Барсучки, защищённое от размыва двумя перепадами.

В машинном зале здания ГЭС установлены три вертикальных гидроагрегата мощностью по 26 МВт с радиально-осевыми турбинами РО 75-728б-В-250, работающими на расчётном напоре 53,7 м. Предтурбинные затворы отсутствуют. Турбины приводят в действие гидрогенераторы ВГС-527/110-24. Производитель гидротурбин — харьковское предприятие «Турбоатом», генераторов — завод «Уралэлектротяжмаш». С генераторов электроэнергия передаётся на два автотрансформатора АТДЦТН-125000/330-110 и силовой трансформатор КTRU 1915/637, а с них — на открытые распределительные устройства (ОРУ) напряжением 110 кВ и 330 кВ, а также на комплектное распределительное устройство элегазовое (КРУЭ) напряжением 35 кВ. В энергосистему электроэнергия станции выдаётся по одной линии электропередачи напряжением 6 кВ, трём — напряжением 35 кВ, шести — напряжением 110 кВ и трём — напряжением 330 кВ:
- ВЛ 6 кВ ГЭС-4 — ПС АВВ;
- ВЛ 35 кВ ГЭС-4 — ПС Стародворцовская (Л-391);
- ВЛ 35 кВ ГЭС-4 — ПС Прирельсовая база (Л-393);
- ВЛ 35 кВ ГЭС-4 — ГЭС-3 с отпайкой (Л-392);
- ВЛ 110 кВ ГЭС-4 — ПС Южная (Л-64);
- ВЛ 110 кВ ГЭС-4 — ГЭС-3 (Л-114);
- ВЛ 110 кВ ГЭС-4 — ПС Азот, 2 цепи (Л-111, Л-115);
- ВЛ 110 кВ ГЭС-4 — Свистухинская ГЭС (Л-22);
- ВЛ 110 кВ ГЭС-4 — ПС Ново-Невинномысская (Л-113);
- ВЛ 330 кВ ГЭС-4 — ПС Невинномысск;
- ВЛ 330 кВ ГЭС-4 — Невинномысская ГРЭС;
- ВЛ 330 кВ ГЭС-4 — ПС Черкесск.

Сооружения и оборудование Кубанской ГЭС-4
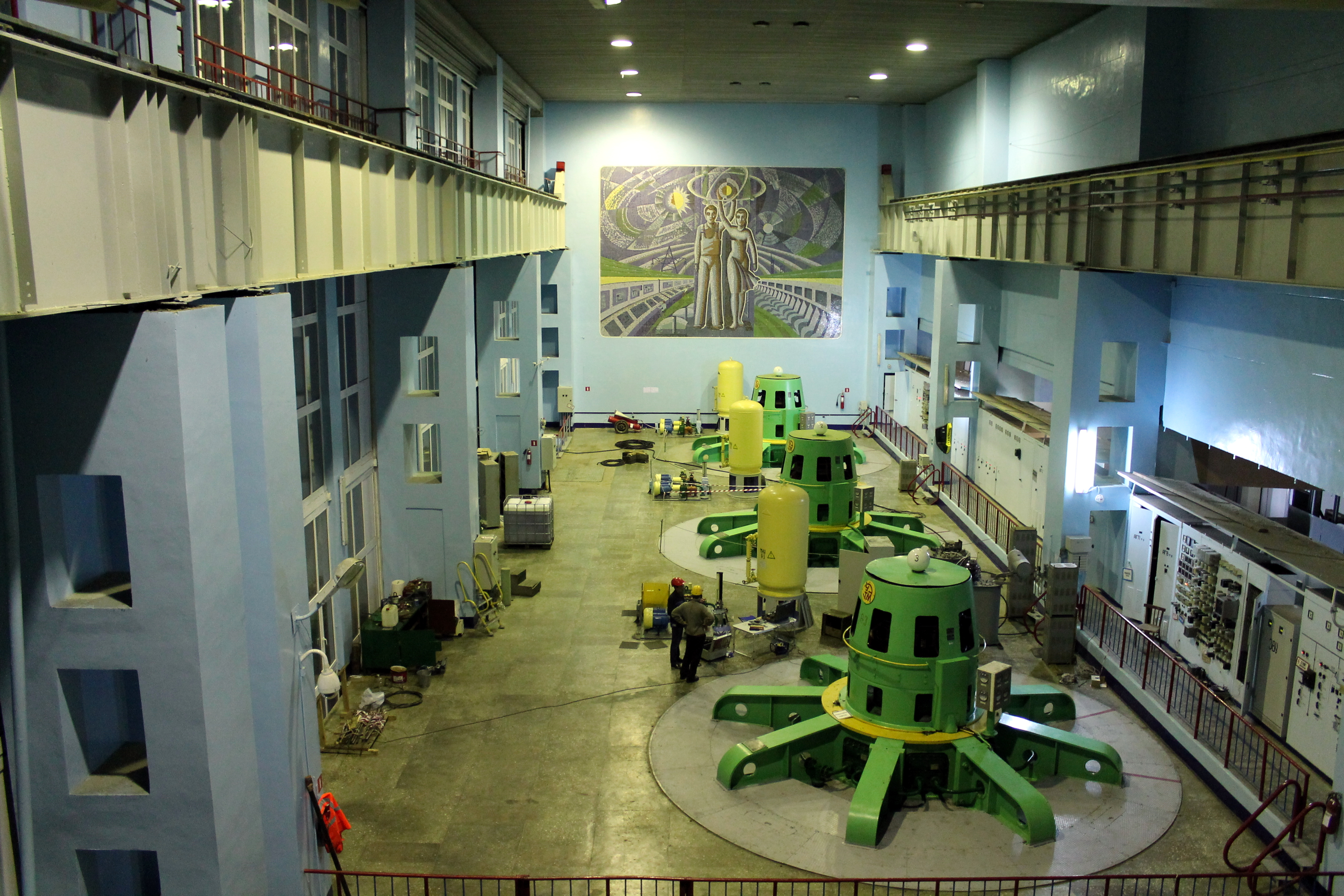
Машинный зал
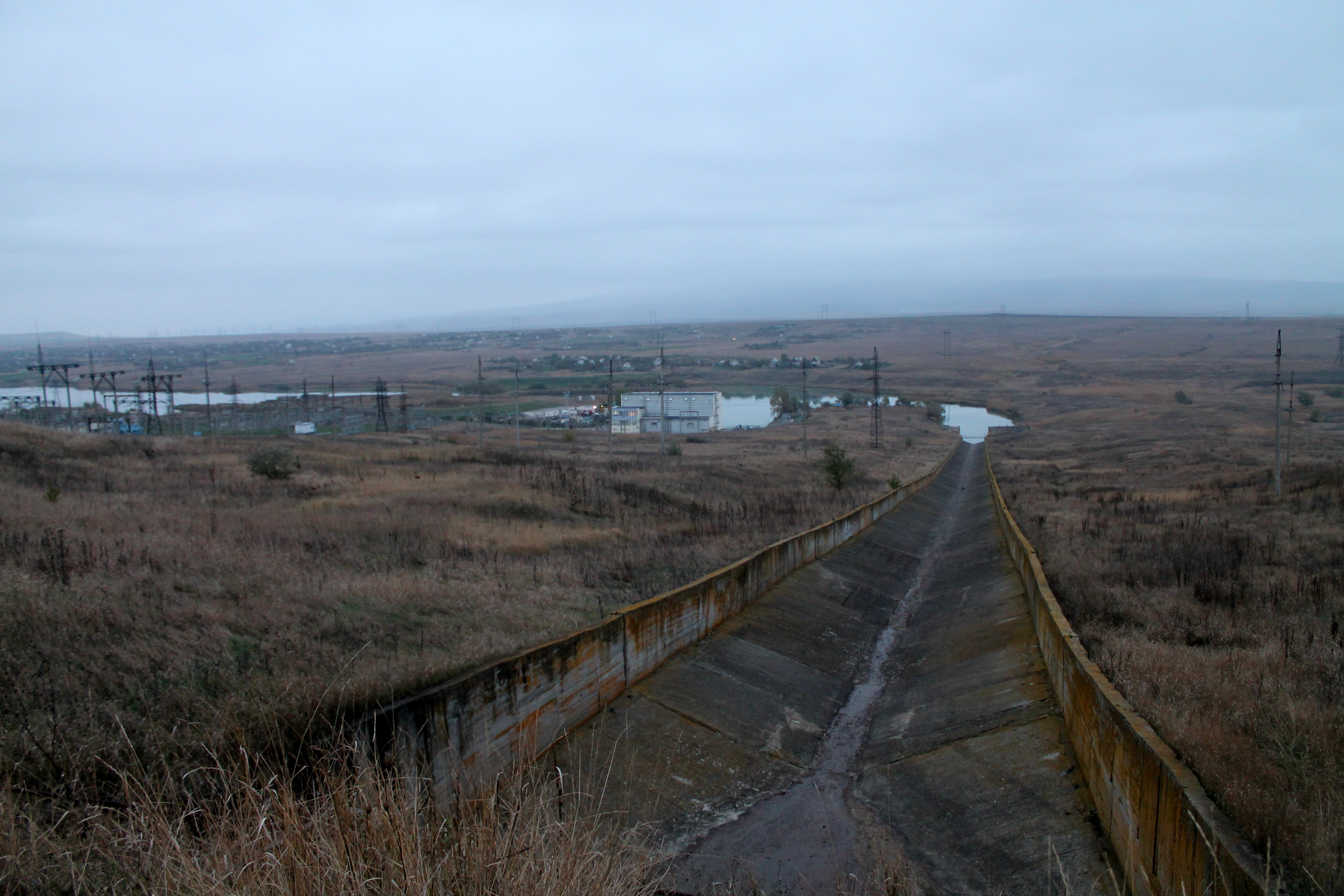
Холостой водосброс
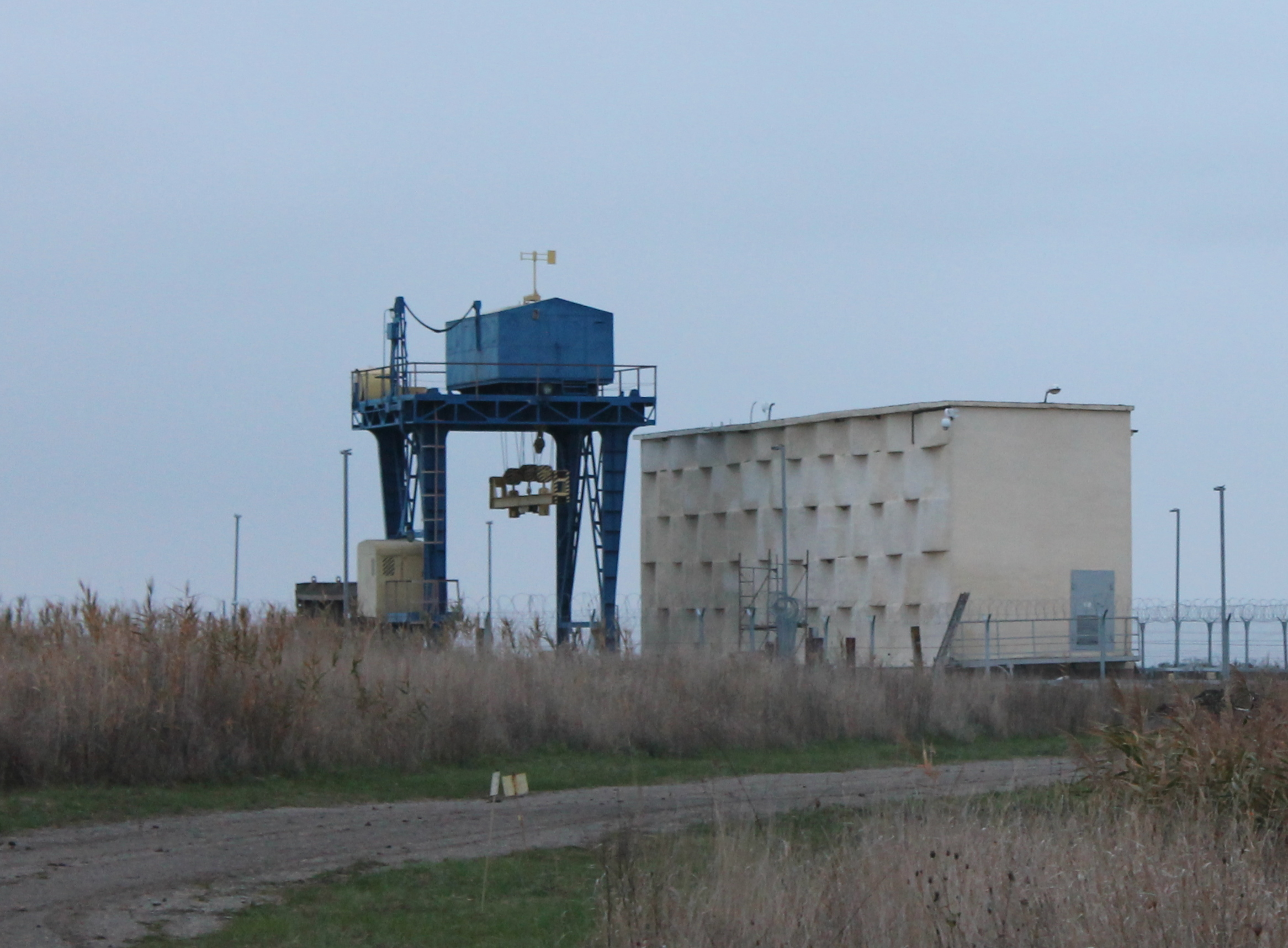
Водоприёмник
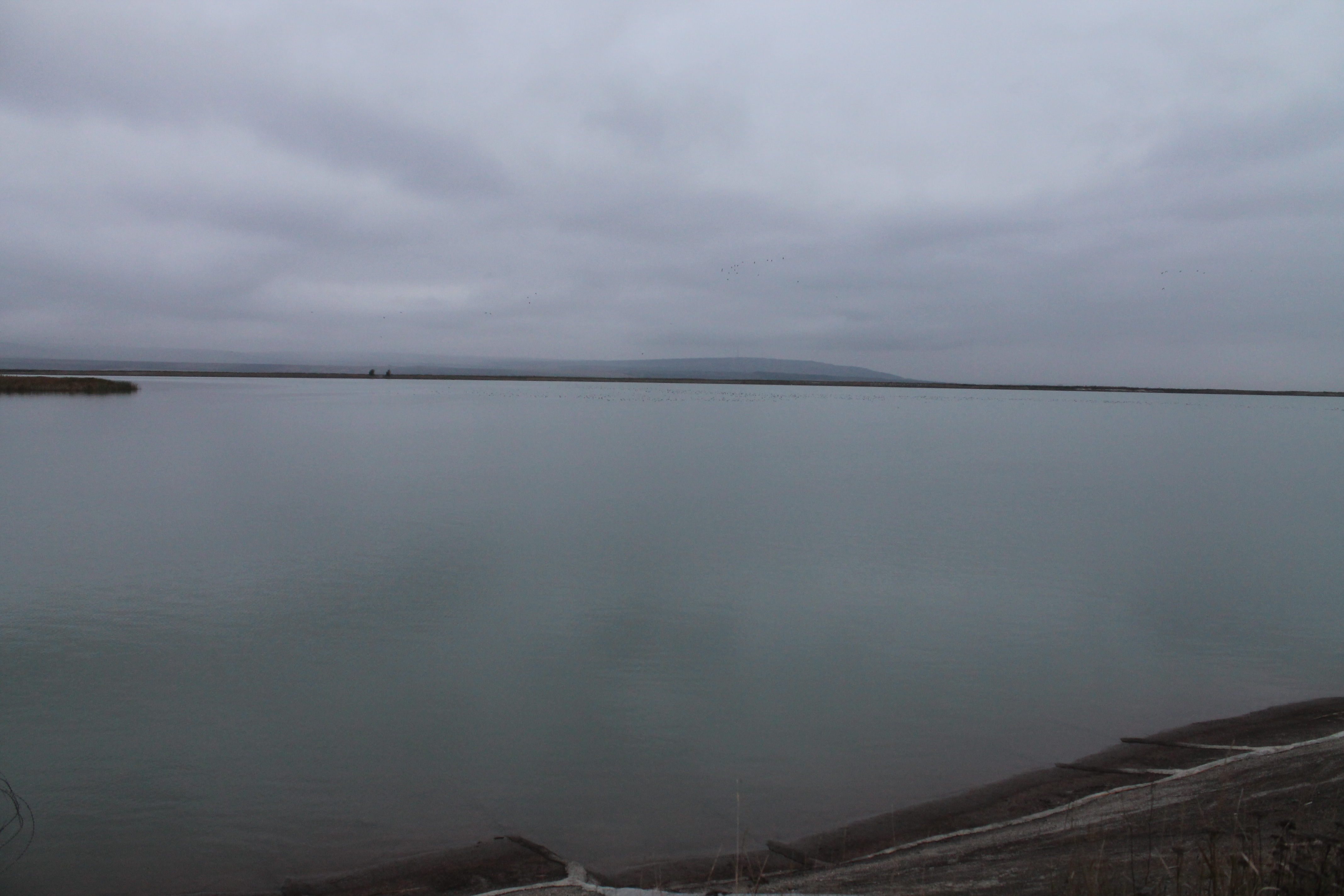
Бассейн суточного регулирования
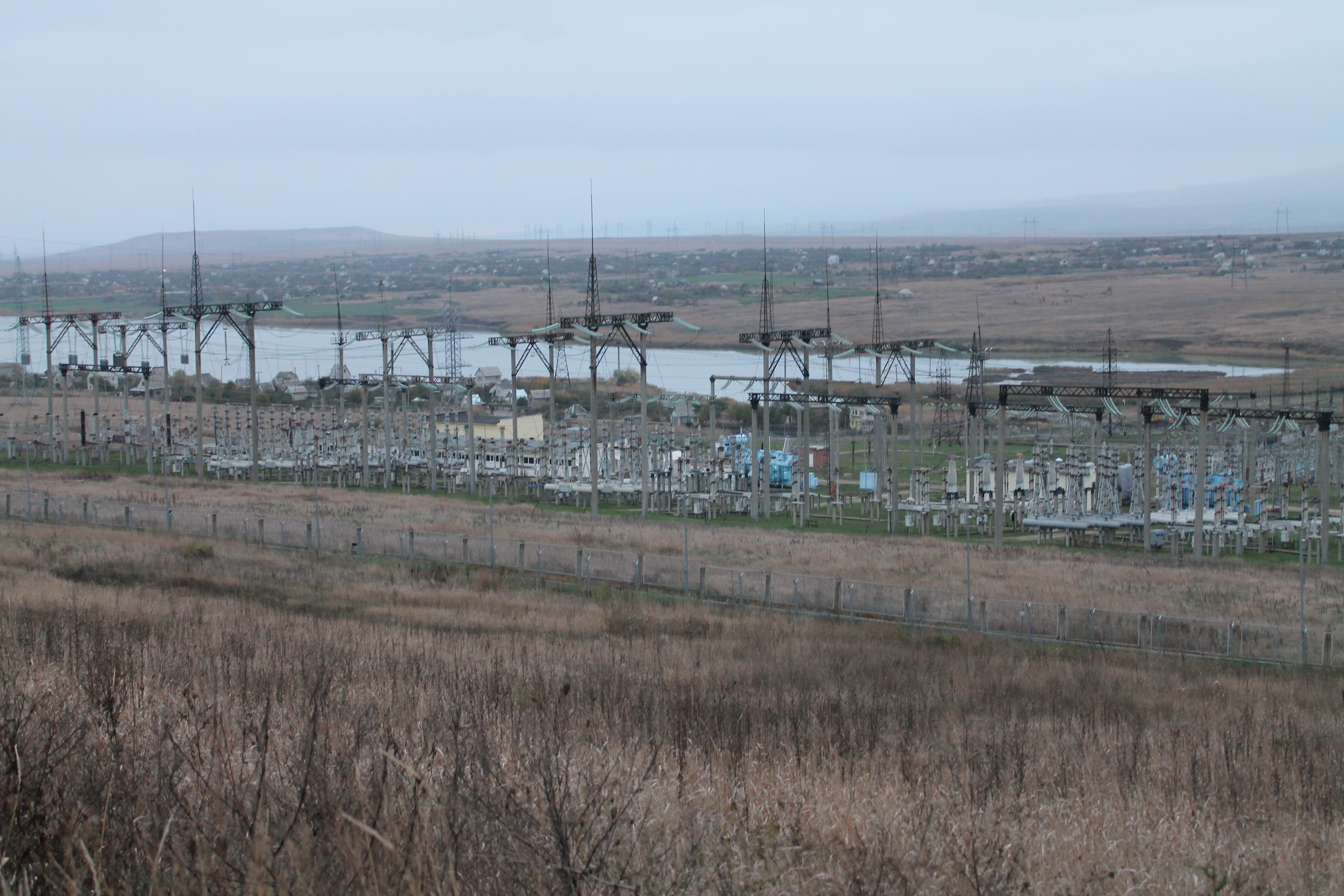
Распределительное устройство

## История строительства и эксплуатации
В 1935—1940 годах в соответствии с Постановлением Совнаркома СССР была разработана Схема обводнения Ставрополья. В соответствии с ней, было намечено строительство двух обводнительно-оросительных систем: Кубань-Егорлыкской и Кубань-Калаусской (с 1968 года — Большой Ставропольский канал). Проектное задание первой очереди Кубань-Калаусской системы было разработано Пятигорским филиалом института «Южгипроводхоз» и утверждено в 1956 году. В проектном задании институтом «Укргидропроект» был выполнен раздел, посвящённый гидроэнергетическому использованию канала. С 1956 года проектирование энергетических сооружений по трассе канала было выделено в отдельный титул и поручено институту «Гидропроект».
По первоначальным проработкам каскада, каскад ГЭС на Барсучковском сбросном канале должен был состоять из трёх станций общей мощностью 32,3 МВт. В ходе дальнейшего проектирования, было решено значительно увеличить расходы воды по Барсучковскому каналу, исключить третью станцию и значительно увеличить мощность Кубанских ГЭС-3 и ГЭС-4, с организаций на них бассейнов суточного регулирования и использования станций для покрытия пиковых нагрузок в энергосистеме. Строительство станции было начато в 1962 году организацией «Севкавгидроэнергострой», в составе объектов первой очереди энергетического комплекса Большого Ставропольского канала, завершение строительства велось в рамках второй очереди. В первую очередь возводились бассейн суточного регулирования, холостой водосброс и выравнивающее водохранилище, а основной объём работ по зданию ГЭС выполнялся с 1969 года. Все гидроагрегаты Кубанской ГЭС-4 были пущены в 1970 году. В ходе строительства станции была произведена выемка 3086 тыс. м³ и насыпь 2402 тыс. м³ мягкого грунта, а также насыпь 80 тыс. м³ каменной наброски, дренажей и фильтров. Было уложено 57,4 тыс. тонн бетона и железобетона, смонтировано 610 тонн металлоконструкций и механизмов.
20 октября 1967 года дирекция строящихся Кубанских ГЭС была преобразована в Каскад Кубанских ГЭС, в состав которого вошли 5 электростанций (ГАЭС, ГЭС-1, ГЭС-2, ГЭС-3, ГЭС-4). С 1 апреля 1972 года Кубанская ГЭС-4 в составе каскада Кубанских ГЭС была передана в ведение районного энергетического управления «Ставропольэнерго», которое в 1988 году было преобразовано в Ставропольское производственное объединение энергетики и электрификации «Ставропольэнерго», на базе которого в 1993 году было создано ОАО «Ставропольэнерго». В 2005 году в ходе реформы РАО «ЕЭС России» Кубанская ГЭС-4 вместе с другими ГЭС каскада была выделена из состава ОАО «Ставропольэнерго» в ОАО «Ставропольская электрическая генерирующая компания», которое в свою очередь в 2006 году перешло под контроль ОАО «ГидроОГК» (позднее переименованного в ОАО «РусГидро». В 2008 году ОАО «Ставропольская электрическая генерирующая компания» было ликвидировано, и Кубанская ГЭС-4 вошла в состав филиала ОАО «РусГидро» — Каскад Кубанских ГЭС.
Оборудование Кубанской ГЭС-4 отработало около 50 лет, в связи с чем ведется его модернизация. По состоянию на начало 2020 года, заменено оборудование ОРУ-35 кВ с внедрением КРУЭ, ведётся замена силовых трансформаторов станции, запланирована реконструкция открытых распределительных устройств 110 кВ и 330 кВ с заменой на комплектные распределительные устройства элегазовые (КРУЭ).